# Pantopipetta angusta
Pantopipetta angusta is een zeespin uit de familie Austrodecidae. De soort behoort tot het geslacht Pantopipetta. Pantopipetta angusta werd in 1981 voor het eerst wetenschappelijk beschreven door Stock. 